# Liolaemus canqueli
Espèce
Synonymes
- Liolaemus fitzingeri canqueli Cei, 1975

Statut de conservation UICN

 LC  : Préoccupation mineure
Liolaemus canqueli est une espèce de sauriens de la famille des Liolaemidae.

## Répartition
Cette espèce est endémique de la province de Chubut en Argentine. On la trouve entre 500 et 1 000 m d'altitude.

## Description
C'est un saurien ovipare.

## Étymologie
Cette espèce est nommée en référence au lieu de sa découverte, le plateau Canquel.

## Publication originale
- Cei, 1975 : Liolaemus melanops Burmeister and the subspecific status of the Liolaemus fitzingeri group (Sauria: Iguanidae). Journal of Herpetology, vol. 9, no 2, p. 217-222.